# Sparrows (film, 2015)
Pour plus de détails, voir Fiche technique et Distribution.
Sparrows (Þrestir) est un film islandais réalisé par Rúnar Rúnarsson, sorti en 2015.

## Fiche technique
- Titre original : Þrestir
- Titre : Sparrows
- Réalisation : Rúnar Rúnarsson
- Scénario : Rúnar Rúnarsson
- Photographie : Sophia Olsson
- Musique : Kjartan Sveinsson
- Pays d'origine : Islande
- Genre : drame
- Durée : 99 minutes
- Date de sortie : 2015

## Distribution
- Rade Šerbedžija : Tomislav
- Ingvar E. Sigurðsson : Gunnar
- Atli Oskar Fjalarsson : Ari
- Víkingur Kristjánsson : Dagur
- Arndís Hrönn Egilsdóttir : Vera